# Консепсион (департамент)
Консепсион (на испански: Concepción) е един от 17-те департамента на южноамериканската държава Парагвай. Площта му е 18 051 квадратни километра, а населението – 254 976 души (по изчисления за юли 2020 г.). Столицата му е едноименния град Консепсион. Разделен е на 7 района, някои от тях са: Лорето, Сан Лазаро.